# Thomas J. Watson, Jr.
Thomas J. Watson con là chủ tịch của IBM từ năm 1952 đến năm 1971. Ông được xếp vào 100 người ảnh hưởng nhất thế kỷ 20 của Tạp chí TIME.

## Tiểu sử
Thomas J. Watson con là con trai của Thomas J. Watson, chào đời khi Watson bố bắt đầu sự nghiệp tại CTR và trở thành giám đốc điều hành của IBM vào đúng ngày Watson bố từ chức. Lúc đó ông 42 tuổi và phải mất 10 năm chuẩn bị để nắm giữ vị trí này. Năm 1957, năm đầu tiên Watson con giữ vai trò người cầm lái, doanh số bán ra của IBM đạt 1 tỷ đô la và kết quả đó có được nhờ 46 năm phấn đấu. Nhưng chỉ 6 năm sau, con số này lên đến 2 tỷ đô la và năm sau nữa, tức là năm 1946, doanh số bán ra là 3 tỷ đô.
Tom Watson con thôi giữ chức chủ tịch điều hành năm 1971. Ông đã dẫn dắt IBM lên dứng hàng vị trí số một trong lĩnh vực xử lý dữ liệu bằng máy tính. Vào thời điểm ông từ chức, doanh số bán ra đạt 8 tỷ đô và lợi nhuận đạt hơn 1 tỷ đô. Trong cuốn tiểu thuyết "Thời khố rách", E.L Doctorow miêu tả J.P. Morgan như một anh hùng điển hình của nước Mỹ, một người sinh ra trong giàu sang tột bậc, cộng với đức tính chăm chỉ và sự tàn nhẫn đã nhân số tài sản thừa kế lên mãi. Watson cũng nối bước cha mình giống trường hợp Morgan nhưng cả hai đều là những ngoại lệ. Có rất nhiều người kế vị đã không thể theo kịp bước chân người đi trước, ví như câu chuyện về Sarnoff ở công ty RCA.
Nhân tố giúp Watson thành công chính là dòng sản phẩm IBM System/360. IBM đầu tư 5 tỷ USD cho sản phẩm này và nó được ra mắt thị trường vào năm 1964. Chi phí cho hoạt động quảng bá sản phẩm gấp ba lần trong doanh thu của IBM năm 1960 những dòng sản phẩm này thành công tuyệt đối về mặt tiếp thị và lợi nhuận.
Watson con thôi giữ chân trong ban quản trị vào năm 1979 khi doanh số bán ra của IBM đạt 22.9 tỷ USD và lợi nhuận đạt mức gần 3 tỷ USD. IBM đúng vị trí số một trong ngành công nghiệp máy tính và trở thành hình mẫu cho các công ty khác học tập về mặt quản lý nhân sự và điều hành doanh nghiệp. Logo của IBM là sự kết hợp lợi ích một cách hàI hoà giữa ba đối tượng: người làm công, nhà doanh nghiệp và người tiêu dùng.
Ngày 15.11.1952, Tom Jr. trở thành chủ tịch tập đoàn IBM, Watson bố vẫn tiếp tục giữ vị trí chủ tịch hội đồng quản trị. Mối quan hệ công việc giữa hai cha con chẳng tốt đẹp hơn so với mối quan hệ giữa Tom Jr. và Kirk là mấy. Cuối cùng, cảm thấy mệt mỏi ở độ tuổi 82, Watson bố từ chức và giao lại toàn bộ quyền hành cho con trai. Watson bố đã giành hơn nửa cuộc đời mình dẫn dắt IBM từ một công ty không mấy tiếng tăm trở thành người khổng lồ trong ngành công nghiệp máy tính. 
Nguyên nhân dẫn đến cái chết của Watson bố là tình trạng suy dinh dưỡng do bệnh tắc đường ruột gây ra. Watson có thể kéo dài cuộc sống của mình hơn nữa bằng phẫu thuật nhưng ông đã từ chối, ông tình nguyện đón nhận cái chết một cách tự nhiên.
Tom Watson Jr. điều hành IBM từ năm 1956 đến 1971, khi ông qua đời vì một cơn đau tim. Ông đã hoàn thành ước nguyện trở thành một " doanh nhân độc tài" qua cách quản lý công ty. Fortune miêu tả ông là một nhà tư bản vĩ đại nhất từ trước tới nay. Tom Watson Jr. là một ông chủ nghiêm khắc và luôn áp dụng một chế độ làm việc căng thẳng trong công ty suốt những năm 50s&60s. Đối với nhân viên bình thường, ông cư xử khá khoan dung, nhưng đối với các công sự thân tín, ông trở nên rất khắc nghiệt. Ông đào tạo các thành viên quản trị bằng cách tráo đổi vị trí và luôn giao cho họ những công việc mang tính thử thách cao. Đối với những người mắc lỗi, ông đã có "hộp trừng phạt"- tức là người đó sẽ tạm thời bị cho đứng ở phần mắt xích kém quan trọng trong công ty.